# Morro da Garça
Morro da Garça is een gemeente in de Braziliaanse deelstaat Minas Gerais. De gemeente telt 2.966 inwoners (schatting 2009).

## Aangrenzende gemeenten
De gemeente grenst aan Corinto, Curvelo en Felixlândia.